# Riudaura
Riudaura (pronunciat [riðawɾə]), també Ridaura, és un municipi de la comarca de la Garrotxa, a les Comarques Gironines. Es troba a l'extrem occidental de la Garrotxa, al límit amb les comarques d'Osona i el Ripollès. El terme municipal té una extensió de 23,6 km² i queda aïllat d'Olot pel Coll dels Morts i de Vallfogona per la serra de Puig Estela. La vila és al centre de la vall i està situada a 572 metres d'altitud.

## Etimologia
Probablement provingui del llatí rivo de Azar, és a dir, riu d'Àzar, en què Àzar és un nom propi. L'evolució de la paraula seria: riudàzar(a) > riudaara > riudara > ridaura. Està fonèticament emparentat amb alguns topònims que terminen de la mateixa manera -'ar convertida al final en femení -a i en masculí -e en els noms actuals corresponents. Per exemple, Munciar, avui Mussa; Aransar, avui Aransa; o Taltennar, avui Talliendre. Es tracta segurament d'un sufix -'ar ibèric.
La documentació més antiga que es conserva amb el topònim és l’acta de fundació del monestir, l’any 852 pel comte Guifré de Besalú, on es descriu com una vall “erma i deserta” de nom “Riodazzari”. En altres documents històrics apareix el topònim Riodezariam, o variacions com Sancta Maria de Riodesari, Riodezari, Riudazar, Valle Rivo de Azaro, Riodazari, Riodezariam, Rivi d'Azaro, Rividarii, Rividario, Riudara.

## Geografia
- Llista de topònims de Riudaura (Orografia: muntanyes, serres, collades, indrets..; hidrografia: rius, fonts...; edificis: cases, masies, esglésies, etc).

Riudaura es troba a l'extrem Nord de la Serralada Transversal. Gairebé la meitat del municipi està inclòs en l'espai natural protegit de les Serres de Milany-Santa Magdalena i Puigsacalm-Bellmunt, que a la vegada formen part de la Xarxa Natura 2000.
Aquest espai destaca pel caràcter essencialment humit del territori, que permet el desenvolupament dels boscos de caducifolis propis de les terres centreeuropees, i que compta amb diverses espècies de flora i fauna d'interès, especialment la fauna invertebrada i la flora micològica, briològica i liquenològica.
La major part de la superfície municipal té un pendent abrupte i escarpat, ocupat bàsicament per boscos. Es distingeixen dues comunitats vegetals que connecten de manera gradual. En una d'aquestes predominen les fagedes i rouredes, en l'altra, els alzinars. La superfície de conreu se situa a la plana i representa gairebé una sisena part del municipi. Les pastures es distribueixen al voltant de les masies disseminades, que es troben a cotes més elevades.
La litologia predominant són conglomerats, gresos i margues. A la zona nord, travessa d'est-oest una zona de margues calcàries amb petites zones disperses de guixos. A la zona planera, hi ha graves, sorres, llims i argiles, resultat de l'acció erosiva de les aigües fluvials.
La riera de Riudaura pertany a la conca alta del riu Fluvià. Neix prop del Coll de Canes, passa pel poble, segueix tota la vall, passa pel municipi d'Olot, la vall de Bianya, i conflueix amb la riera de Bianya.

## Economia
L'economia de Riudaura havia estat vinculada històricament al sector primari (agricultura i ramaderia). El 1986 el sector primari representava més de la meitat de l'economia. Des de llavors, aquest sector va anar descendint, fins al 15% registrat el 2005, i deixant lloc al sector secundari (indústria) i el sector terciari (serveis), que actualment són els principals sectors econòmics del municipi.
Malgrat la gran davallada del sector primari, la superfície agrària útil s'ha mantingut, però es va reduir una tercera part de la superfície explotada durant el període 1989-1999. Els conreus són destinats principalment al cultiu de farratges i cereals (principalment, blat de moro, blat i ordi) i a les pastures.
El municipi compta amb un centenar de llocs de treball, dels quals tres de cada cinc són ocupats per persones no residents al municipi. La majoria de la població treballa fora del municipi (un 80%). Així doncs, el municipi té una clara vocació residencial.
Pel que fa al turisme, Riudaura compta amb cinc establiments de turisme rural, amb un total de 40 places. En relació al comerç, no hi ha establiments comercials al municipi.

## Història

### Prehistòria
Les primeres restes humanes a Riudaura es van trobar a la Cantina, 7 o 8 inhumacions i també una destral plana del període calcolític i bronze antic i mitjà.

### Edat mitjana
La primera referència a Riudaura és en la fundació del monestir de Santa Maria de Riudaura el 852 per part del comte Guifre I de Girona i Besalú. Aquest la defineix com una vall erma i deserta de nom Riodazari. L'església va ser consagrada el 858 pel bisbe de Girona Seniofred. Més endavant, el monestir va perdre la seva independència quan el 937 va ser donat pel comte Sunyer al monestir occità Santa Maria de la Grassa. i hi va haver una segona donació el 954 per part de la comtessa Riquilda.
Abans del 1123 ja hi havia mercat a Riudaura, i el 1137, es va crear la confraria de Sant Marçal, que va ser una de les primeres de la Garrotxa. Més endavant, el 1415 es va crear una Pia Almoina i el 1423 es va fundar un hospital per tal d'assistir malalts pobres. Els terratrèmols de 1427 i 1428 van enderrocar el poble i també l'església de Santa Maria, de la qual només en queda una torre circular. En aquest mateix segle s'edificà la petita església de Sant Marçal, al bell mig del poble. Aquesta església té una llinda amb una data molt posterior (segle XVII), degut a una reforma de la portada, però l'acta de consagració és del segle xv.

### Edat moderna
Al segle xv, Riudaura, a través del seu prior Pere (cardenal de Foix) va emancipar-se de la Grassa per passar a dependre de Sant Joan de les Abadesses. Aquesta emancipació però, fou revocada pel papa Nicolau V. El 1592 finalment el monestir passà a dependre de Sant Pere de Camprodon gràcies a la mediació papal. Al segle xviii el Decret de Nova Planta va redefinir les entitats supramunicipals i Riudaura va quedar dins del corregiment de Vic, amb dependència del tinent de Camprodon.

### Edat contemporània
El monestir de Santa Maria es mantingué actiu fins al primer terç del segle xix que amb la desamortització de Mendizábal es va abandonar. A mitjan segle el poble va patir els estralls de diferents epidèmies entre les quals cal destacar la de febre tifoïdal de 1863.

L'any 1931, la Generalitat de Catalunya inclogué les valls de Riudaura com a "zona d'interès natural i paisatgístic" especialment per la biodiversitat de la ribera. L'any 1940, la riera de Riudaura es desbordà inundant diversos carrers, i més avall, donà cabal al riu Fluvià que inundà la vila d'Olot.

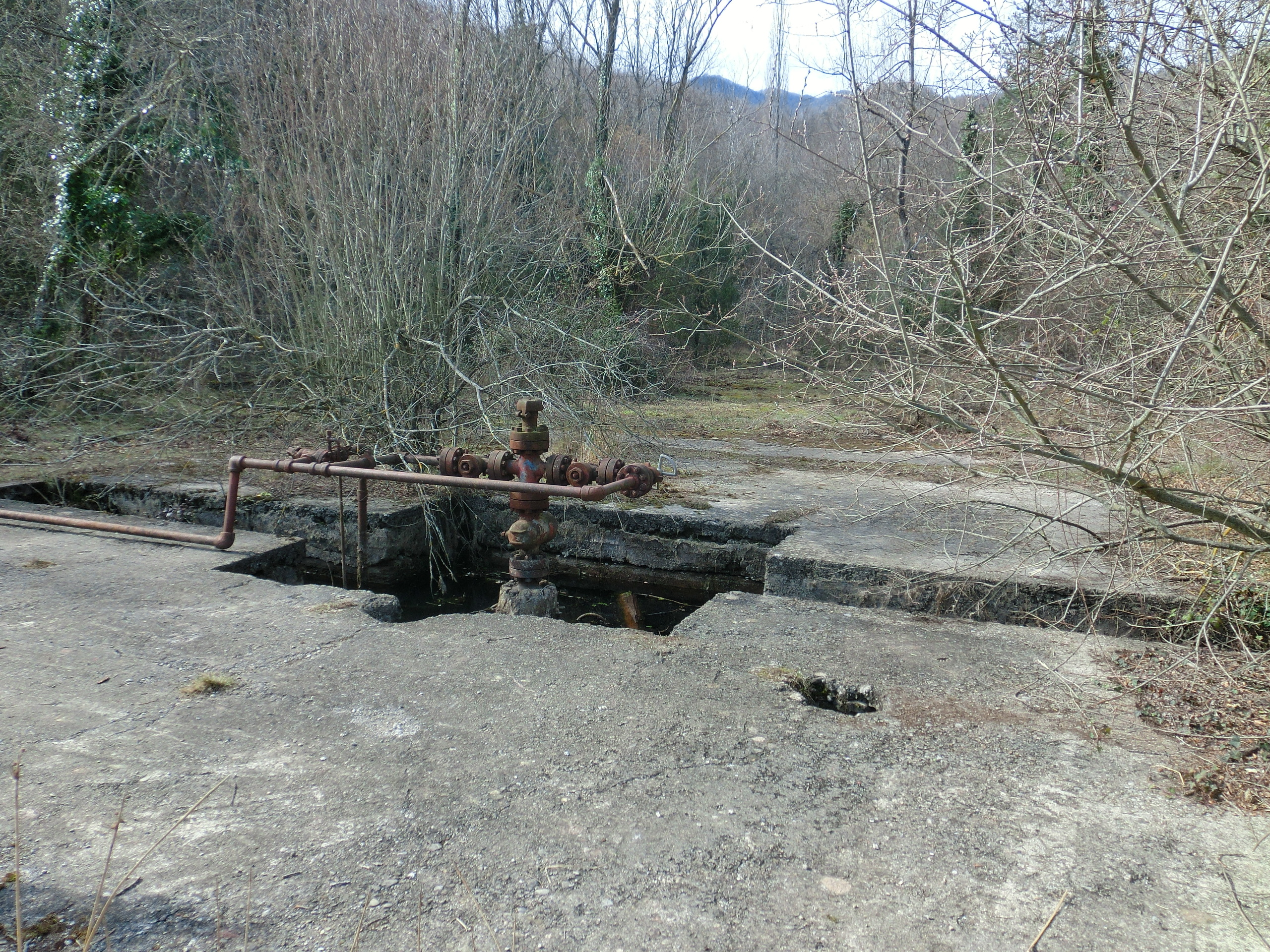
Antic pou de petroli prop del Mas Fajula

El poble de Riudaura sofrí durant els anys 60 un sotrac important amb el descobriment de petroli dins el seu terme, les cates van revelar només indicis i que es trobava molt per sota d'una bossa de gas que tampoc era rendible d'explotar, el moviment de personal que es va produir no va suposar un impuls econòmic pel poble. 

### Lluita contra elfracking
L'octubre de 2012 l'empresa Teredo Oils Limited va rebre l'autorització de la Generalitat de Catalunya per realitzar la perforació de dos pous a Riudaura amb la finalitat d'investigar sobre l'existència d'hidrocarburs del subsòl. De seguida es va crear una forta oposició a les prospeccions, ja que se sospitava que en cas de trobar gas o petroli l'empresa l'extrauria mitjançant la tècnica de la fracturació hidràulica o fracking. La població de Riudaura i de la resta de municipis afectats es va mobilitzar i es va crear la Plataforma Riudaura Junts contra el Fracking. Al 2013, diversos partits polítics amb representació al Parlament de Catalunya van signar el Compromís del Bover a la masia homònima propera a un dels pous oberts als anys 60, per prohibir la fracturació hidràulica a Catalunya.

## Política
- Resultats de les eleccions municipals de Riudaura des de 1979

### Alcaldes de Riudaura
El 14 d'abril de 1967 fou nomenat alcalde Josep Girona Ribas
| Període                                                            | Alcalde o alcaldessa                | Partit polític             | Data de possessió  |
| ------------------------------------------------------------------ | ----------------------------------- | -------------------------- | ------------------ |
| 1979–1983                                                          | Francesc Galobardes Carbonell       | Logotip de CiU             | 19 d'abril 1979    |
| 1983–1987                                                          | Esteve Busquets i Parra             | Logotip de CiU             | 23 de maig 1983    |
| 1987–1991                                                          | Enriqueta Planadecursach i Castañer | Logotip de CiU             | 30 de juny 1987    |
| 1991–1995                                                          | Enriqueta Planadecursach i Castañer | Logotip de CiU             | 15 de juny 1991    |
| 1995–1999                                                          | Enriqueta Planadecursach i Castañer | Logotip de CiU             | 17 de juny 1995    |
| 1999–2003                                                          | Enriqueta Planadecursach i Castañer | Logotip de CiU             | 3 de juliol 1999   |
| 2003–2007                                                          | Eulàlia Masana i Serra              | Aplegats Per Riudaura - AM | 14 de juny 2003    |
| 2007–2011                                                          | Eulàlia Masana i Serra              | Logotip d'ERC              | 16 de juny 2007    |
| 2011–2015                                                          | Eulàlia Masana i Serra              | Logotip d'ERC              | 11 de juny 2011    |
| 2015–2019                                                          | David Jané López                    | Fem Riudaura - AEI         | 13 de juny 2015    |
| 2019 - 2023                                                        | Agustí Llop i Miarons               | Riudaura Plural - AM - ERC | 2019               |
| 2023- avui                                                         | Anna Vegas i Serarols               | Som Riudaura               | 17 de juny de 2023 |
| Font: Ministeri de Política Territorial i Funció Pública d'Espanya |                                     |                            |                    |

## Cultura i Festivitats
El poble manté la tradició i la cultura ben viva, cal destacar per exemple el gran nombre de cançons tradicionals recollides al poble recentment per Josep Garcia i el festival "D'aquí estant veig una estrella" al voltant d'aquestes cançons. També el típic Ball del Gambeto que es realitza a la Festa del Roser i l'aplec de la font de Sant Joan amb una excursió que inicia al poble i arriba al santuari romànic homònim.
També cal destacar la missa del gall on entra el pastor amb una ovella (antigament un moltó, un marrà capat) que s'agenolla davant de l'altar, i les pastoretes que canten cançons dialogades amb el cor de l'església. Antigament, per Nadal també s'havia celebrat un pessebre vivent.
Les festes locals de Riudaura són Sant Sebastià (20 de gener), Sant Joan (24 de juny), la Festa del Roser (al juny) i la Festa Major d'Estiu (tercer diumenge de setembre).

### Festa del Roser

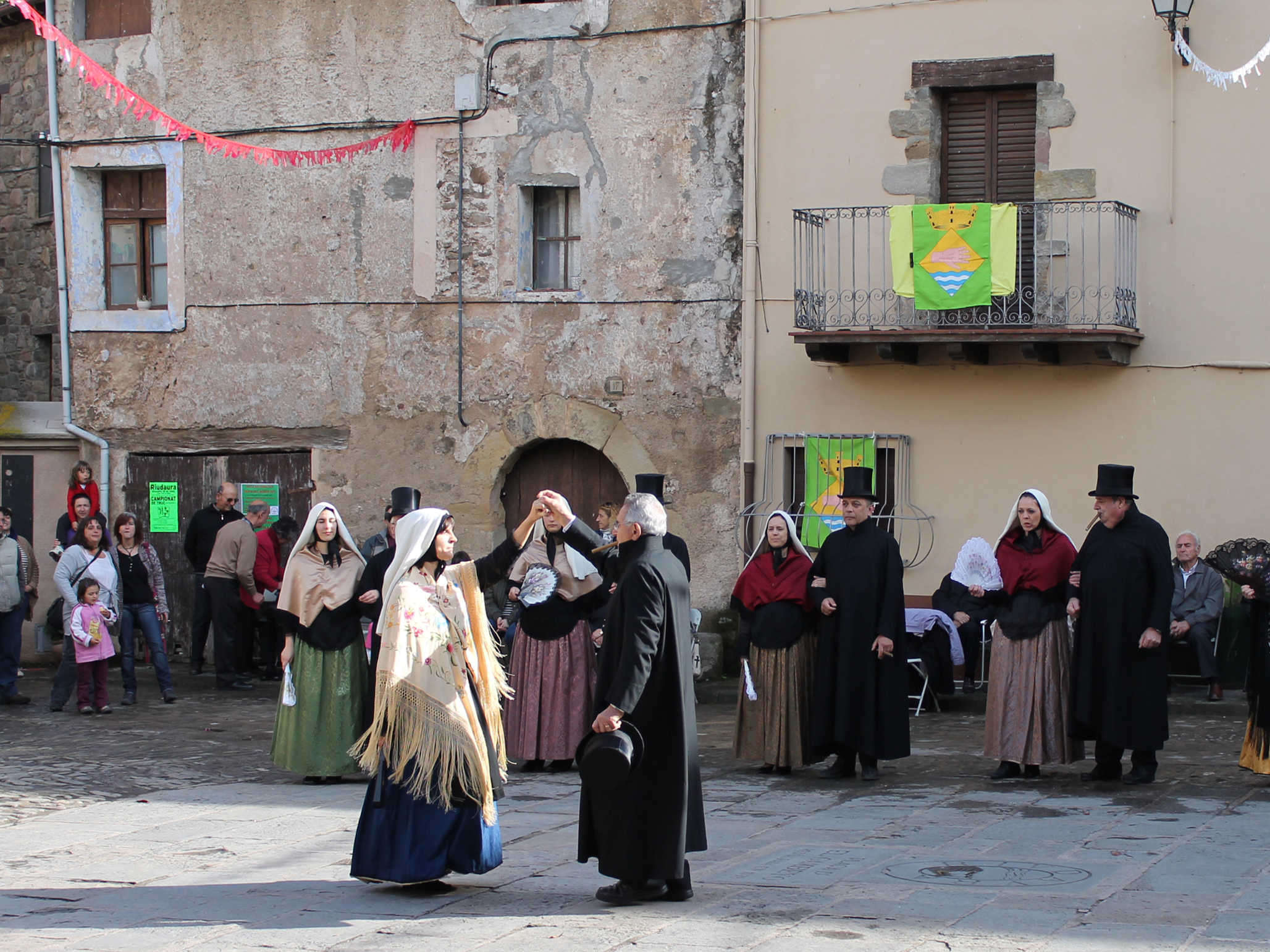
Ball del Gambeto de Riudaura

La Festa del Roser se celebra el diumenge de Pentecosta. Una data que varia anualment, ja que depèn del cicle lunar, i sol ser al maig o juny. Malgrat que inicialment la Festa del Roser era una festivitat religiosa, actualment, en resta només la celebració de l'Ofici Solemne el diumenge. L'acte central de festa és el Ball del Gambeto, que es realitza a la plaça homònima el diumenge a la tarda. Es creu que els seus orígens es remunten a l'antic monestir de Riudaura.

### Festival "D'aquí estant veig una estrella"

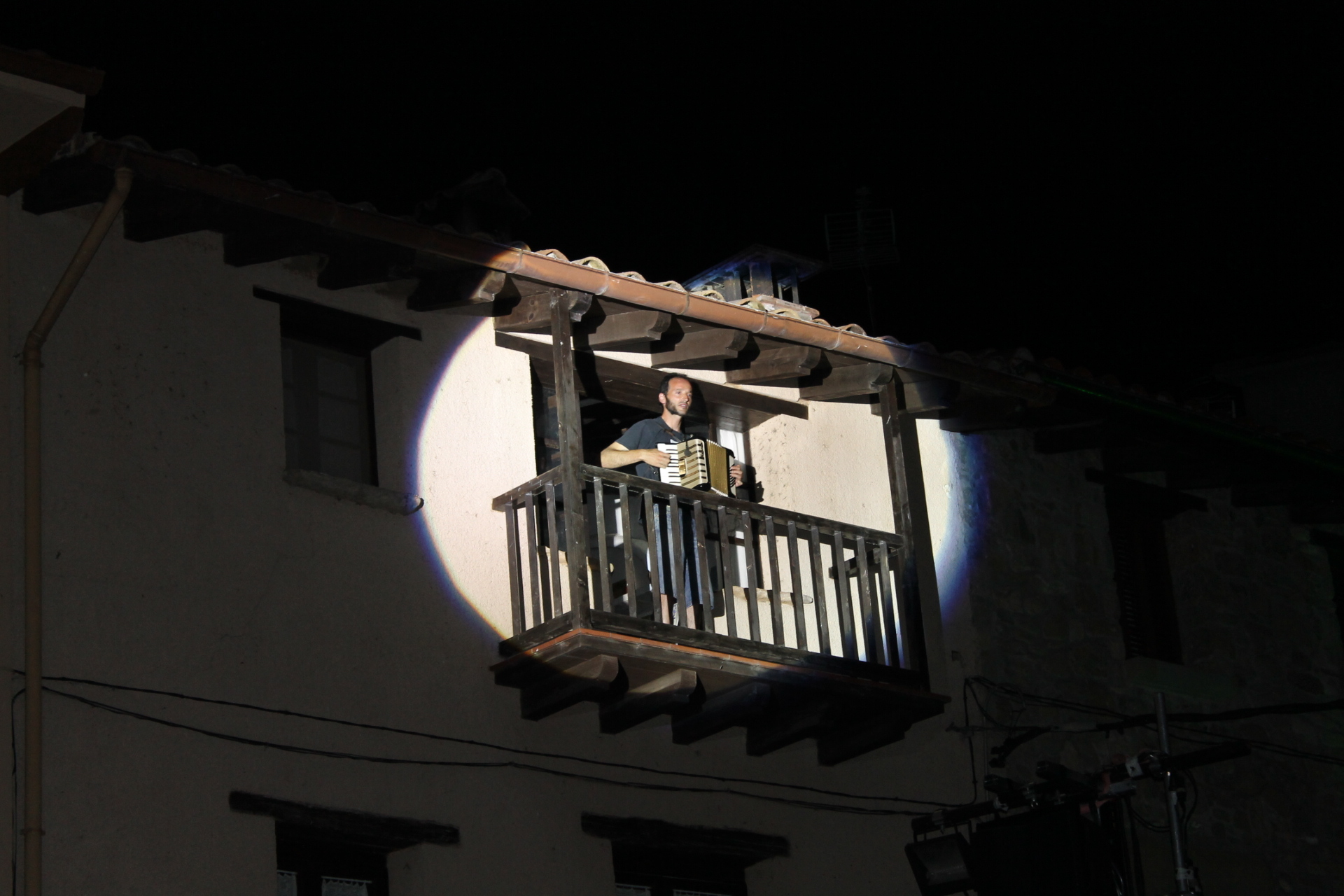
Festival de música tradicional d'Aquí estant veig una estrella de Riudaura

Des del 2006 se celebra anualment el festival de música tradicional d'Aquí estant veig una estrella. Un festival que aplega unes cinc centes persones l'últim cap de setmana de juliol a la plaça del Gambeto. Al festival s'interpreten cançons i tonades típiques de Riudaura, bona part d'aquestes per veïns del municipi des dels balcons, finestres o racons de la plaça. També hi participen músics reconeguts de música tradicional que varien d'un any a un altre. El festival sempre finalitza amb la cançó que dona nom al concert, que és interpretada per tots els músics que han participat en l'esdeveniment. En la 10a edició del festival, la programació es va ampliar amb un sopar i un concert a la vigília del concert principal.
L'origen del festival se situa en el treball de camp realitzat pel Grup de Recerca Folklòrica de la Garrotxa entre el 1993 i el 2005, en el qual van documentar més de 180 cançons i tonades de transmissió oral. El resultat d'aquest treball va culminar en la celebració de la primera edició del festival i la publicació al 2006 del llibre D'aquí estant veig una estrella: Cançons i tonades tradicionals a Riudaura de Josep Garcia. L'objectiu del festival és doble: difondre el patrimoni musical i històric de Riudaura, a la vegada que establir una connexió entre la societat tradicional i l'actual.

### Altres festes
- Carnaval. Se celebra dues setmanes després del carnaval tradicional.
- Caga Tió
- La Castanyada
- Tir al Plat (dins del campionat de Catalunya)

## Associacions i entitats
- L'Associació Cultural i Esportiva Verregassos de Riudaura organitza activitats populars com ara el Caga Tió, la Gran Calçotada, la Quina de Nadal o la Pujada Cronometrada del Rompeculs a la Festa del Roser. Verregassos es va fundar el 1998 amb la intenció de mantenir viu el municipi.[52]
- L'Associació de Mares i Pares d'Alumnes (AMIPA) de l'escola Lluís Castells de Riudaura organitza activitats extraescolars.[53]
- Riudaura Junts contra el Fracking fou una plataforma que s'oposa al projecte d'explotació de gas a partir de la fracturació hidràulica.[32]
- La Comissió de Festes de Riudaura organitza la Festa Major i del Roser, la Cavalcada de Reis, el Cap d'Any, entre d'altres.[54]

## Demografia
El 2021, Riudaura tenia 511 habitants. D'aquesta, la majoria vivia al nucli (65%) i la resta es distribuïa en disseminats (un 35%). La densitat de població era de 21,6 persones per km², molt inferior a la mitjana garrotxina (81,3) i a la catalana (242,7).
Històricament, hi va haver un increment significatiu de població entre els segles xviii i xix, passant dels 522 habitants el 1717 als 1.113 habitants el 1860. Aquell any va ser el màxim històric. Des d'aleshores la població va anar descendint fins als 372 habitants el 1992. Posteriorment, hi ha hagut un lent augment que ha portat a poc més dels cinc-cents habitants actuals.
| 1497 f | 1515 f | 1553 f | 1717 | 1787 | 1857 | 1877  | 1887  | 1900 | 1910 |
| ------ | ------ | ------ | ---- | ---- | ---- | ----- | ----- | ---- | ---- |
| 31     | 25     | 24     | 522  | 971  | 913  | 1.096 | 1.111 | 955  | 943  |

| 1920 | 1930 | 1940 | 1950 | 1960 | 1970 | 1981 | 1990 | 1992 | 1994 |
| ---- | ---- | ---- | ---- | ---- | ---- | ---- | ---- | ---- | ---- |
| 950  | 823  | 752  | 710  | 638  | 629  | 426  | 387  | 372  | 372  |

| 1996 | 1998 | 2000 | 2002 | 2004 | 2006 | 2008 | 2010 | 2012 | 2014 |
| ---- | ---- | ---- | ---- | ---- | ---- | ---- | ---- | ---- | ---- |
| 389  | 390  | 417  | 413  | 406  | 417  | 426  | 441  | 438  | 463  |

| 2016 | 2018 | 2020 | 2022 | 2024 | 2026 | 2028 | 2030 | 2032 | 2034 |
| ---- | ---- | ---- | ---- | ---- | ---- | ---- | ---- | ---- | ---- |
| 466  | 462  | 481  | 511  | 529  | -    | -    | -    | -    | -    |

Habitants segons entitat de població (2018)
| Entitat de població | Habitants (2023) |
| Riudaura            | 342              |
| el Solei            | 79               |
| el Bac d'en Deu     | 43               |
| el Clot de la Plana | 40               |
| la Fajula           | 22               |
| Font: Idescat       |                  |

El veïnat de Les Artigues (Artigues) és un llogaret en disseminat de l'entitat de població singular del Bac d'en Deu.

## Llocs d'interès

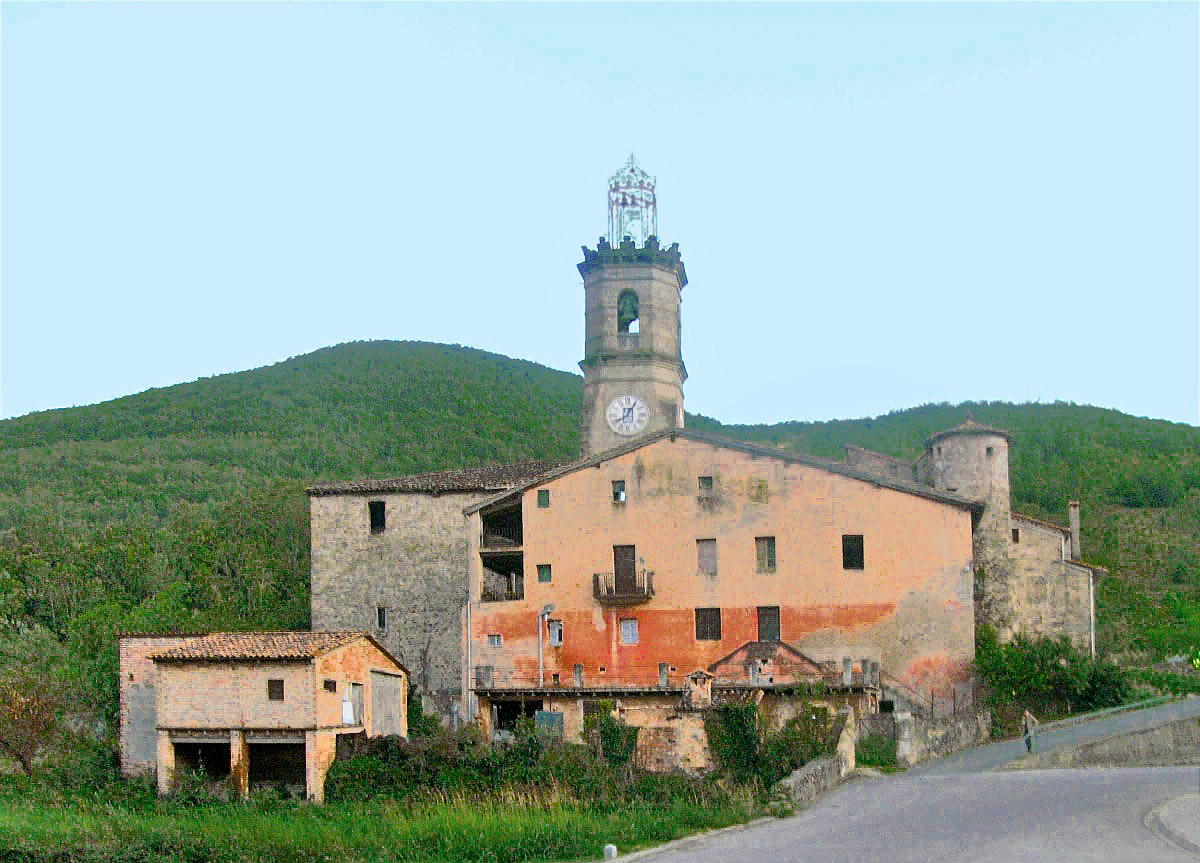
Església de Santa Maria de Riudaura

- Església parroquial de Santa Maria de Riudaura.
- Serra de Sant Miquel del Mont. Al cim conflueixen els municipis d'Olot, la Vall de Bianya i Riudaura; i hi ha l'Església romànica de Sant Miquel del Mont.
- Plaça del Gambeto.
- El teix de Riudaura, està situat a la plaça Puig Estela i és un exemplar de teix mascle de doble tronc que pot arribar a tenir uns 300 anys.[58]
- Puig Estela.
- Santuari de Sant Joan de la Font (o de la Font de Joan), d'origen romànic i inclòs a l'Inventari del Patrimoni Arquitectònic de Catalunya.[14]

### Centre Cívic

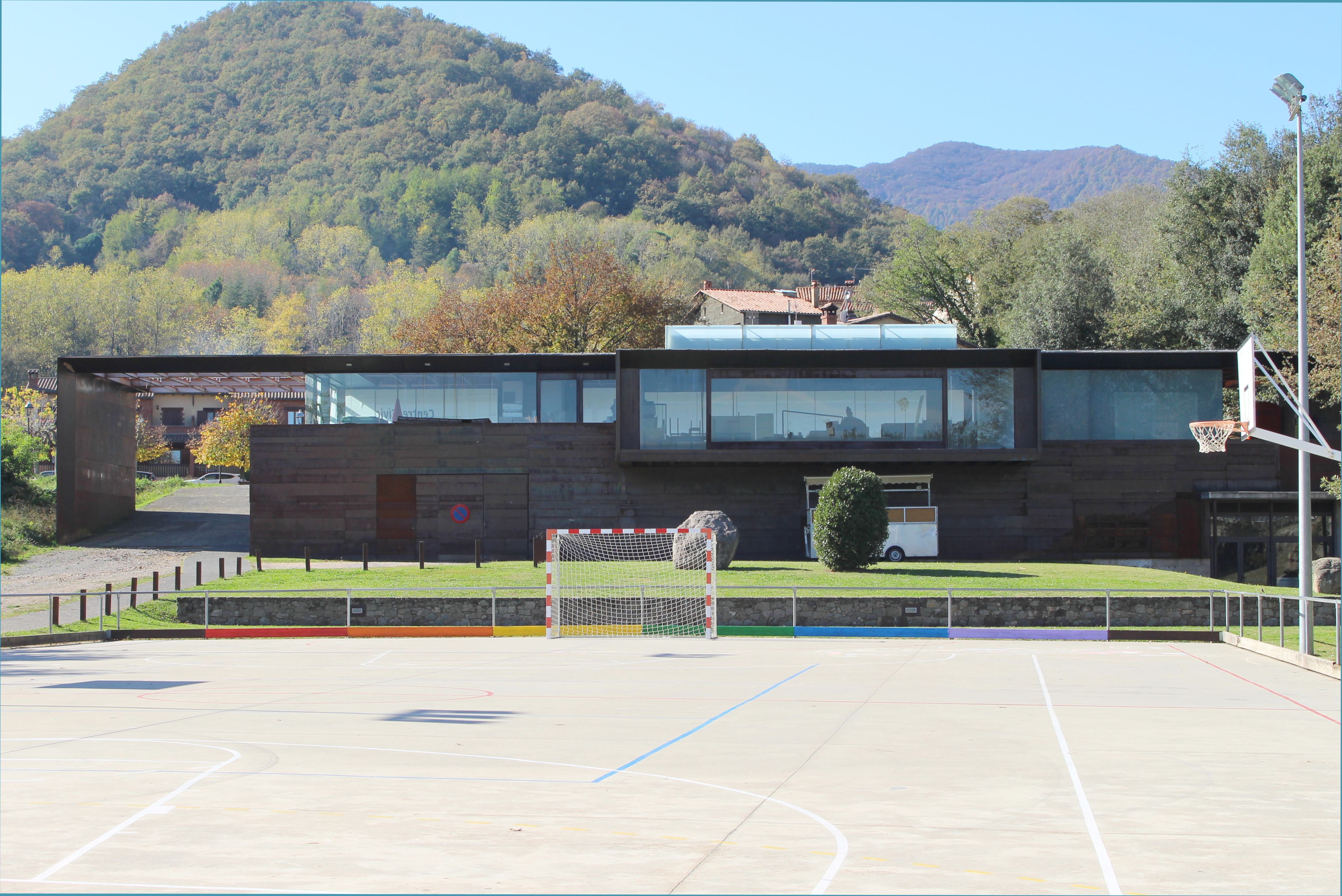
Centre Cívic de Riudaura des de la pista poliesportiva

El Centre Cívic de Riudaura és una obra d'RCR Arquitectes inaugurada el 2000 que va ser finalista als Premis Mies van der Rhode 2001 d'arquitectura. Quatre anys després de la construcció l'ajuntament va tancar l'accés a l'edifici per motius de seguretat. A partir del 2015 i després d'una sèrie de reformes, es va obrir una sala polivalent a la planta subterrània.

### Senderisme
Diversos camins veïnals connecten Riudaura amb la Vall d'en Bas i la Vall de Bianya. Com també el camí ral que anava de Riudaura a Ripoll, passant per Vallfogona de Ripollès. La xarxa de senders Itinnerània recull alguns d'aquests camins; i també va crear el recorregut "Els camins dels carlins", que inicia a Olot, passa per la Pinya i finalitza a la plaça dels Tiradors de Riudaura.

## Educació
Educació infantil (3-6 anys)
- Escola Lluís Castells

Educació primària
- Escola Lluís Castells